# Сухиндол
Су́хиндол (болг. Сухиндол) — місто в Великотирновській області Болгарії. Адміністративний центр громади Сухиндол.

## Населення
За даними перепису населення 2011 року у місті проживали 1810 осіб.
Національний склад населення міста:
| Національність   | Кількість осіб | Відсоток |
| ---------------- | -------------- | -------- |
| болгари          | 1248           | 71,7%    |
| турки            | 317            | 18,2%    |
| цигани           | 66             | 3,8%     |
| інша             | 3              | 0,2%     |
| не визначились   | 106            | 6,1%     |
| Всього відповіли | 1740           |          |

Розподіл населення за віком у 2011 році:
Динаміка населення: